# Марк Педон Вергилиан
Марк Педон Вергилиан (на латински: Marcus Pedo Vergilianus; † 13 декември 115 г.) e политик и сенатор на Римската империя през края на 1 и началото на 2 век.
През 115 г. Вергилиан е консул заедно с Луций Випстан Месала.